# Chroniochilus thrixspermoides
Chroniochilus thrixspermoides är en orkidéart som först beskrevs av Rudolf Schlechter, och fick sitt nu gällande namn av Leslie Andrew Garay. Chroniochilus thrixspermoides ingår i släktet Chroniochilus och familjen orkidéer. Inga underarter finns listade i Catalogue of Life.